# Kuhinjska pomočnica z večerjo v Emavsu
Kuhinjska pomočnica (v španščini La mulata, La cocinera ali Escena de cocina (Kuhinjski prizor)) in Kuhinjska služkinja z večerjo v Emavsu sta dve domači sliki Diega Rodrígueza iz njegovega zgodnjega seviljskega obdobja. Za njuno dokončanje je bil predlagan širok razpon datumov, čeprav ga večina postavlja med 1620 in 1622. Prvo različico hranijo na Art Institute of Chicago; drugo različico hrani Narodna galerija Irske v Dublinu.
José López-Rey nakazuje, da bi bila ta slika lahko povezana z izgubljeno Velázquezovo sliko, ki jo je opisal Antonio Palomino »... kjer se vidi deska, ki služi kot miza, z gorilnikom na oglje in loncem, ki vre na vrhu, in pokrit s skledo in ogenj je viden, plameni in iskre so jasno vidni, majhna pločevinasta ponev, alcarraza, nekaj krožnikov in nekaj posod, glazirani vrč, možnar s pestilom in glavo česna poleg na njem; in na steni je majhna košara in krpa, ki visi s kljuke, in druge drobnarije; in to varuje deček, ki drži vrč, oblečen v coif, ki s svojimi skromnimi oblačili predstavlja subjekt, ki je zelo smešen in zabavno«.  Dublinsko različico je leta 1987 zapustil Alfred Beit. Čiščenje leta 1933 je razkrilo upodobitev Jezusove večerje v Emavsu na steni za glavno figuro.
Sliko v Chicagu je od galerije Goudstikker v Amsterdamu kupil August L. Mayer in jo predstavil inštitutu leta 1927. Takrat se je mislilo, da gre za Velázquezov izvirnik, zaradi česar je slika Beit postala kopija. Številni umetnostni strokovnjaki so se strinjali s tem mnenjem, vključno z Bernardinom Pantorbo in Joséjem Gudiolom, vendar je López-Rey priznal, da je slika v Dublinu nastala iz rok Velázqueza, kar je dvomilo o izvirnosti slike v Chicagu zaradi njenega slabega stanja. Strokovnjak za Velázqueza, Jonathan Brown, se je strinjal s tem sklepanjem in predlagal, da je sliko v Chicagu 'morda' naslikal Velázquez. Predlagal je tudi, da bi bila slika morda kopija, ki jo je izdelal umetnik, ki je »želel črpati iz uspeha Velázquezovih žanrskih slik in ki je morda izdelal veliko število replik in različic izvirnikov«.
Sliko v Chicagu je leta 1999 obnovil Frank Zuccari. Kljub izgubi barve kažejo najbolje ohranjeni deli podobno kakovost, v nekaterih vidikih pa tudi višjo kakovost kot dublinska različica. Najdena ni bila nobena sled, ki bi kazala na to, da bi slika kdaj imela kakršen koli verski pomen ali da je karkoli drugega kot slika mulatke, ki dela v kuhinji. Slika vsebuje številne značilnosti, ki potrjujejo njeno tehnično premoč nad dublinsko različico. V čikaški različici je na zgornjem delu dekliške frizure več gub, obdelava pripadajočih svetlobnih in senc pa je bolj natančna, kar se pozna tudi na zmečkanem blagu v ospredju. Vrhunska tehnika se kaže tudi v upodabljanju svetlobe na predmetih, še posebej na glaziranem keramičnem vrču, ki ga služkinja drži v roki, na katerem je mogoče opaziti sijaj ocvirkove glazure in sledi, ki so ostale ob oblikovanju vrča. na lončarskem vretenu. Možna razlaga za to izboljšanje tehnike je, da se je Velázquez vrnil k prejšnji temi, da bi jo izboljšal, pri čemer se je osredotočil na taktilne lastnosti slike, ki so bile njegov glavni interes v tistem času, in zanemaril verski motiv.
Predlagani vplivi na sliko vključujejo flamske gravure Jacoba Mathama. Pojav Večerje v Emavsu v dublinski različici je nekatere avtorje pripeljal do domnev o morebitnem vplivu Caravaggia, čeprav je to negotovo, saj je težko ugotoviti, ali so dela italijanskega slikarja ali njegovih sodobnikov lahko dosegla Seviljo in za Velázqueza da jih je poznal.
Leta 2018 je Muzej lepih umetnosti v Houstonu napovedal odkritje tretje različice: ta je podobna čikaški različici, vendar je levo in desno 'obrezana' na skoraj kvadratni format.